# Michał Mateusz Kosmowski
Michał Mateusz Kosmowski herbu Kościesza (ur. 29 września 1725 w Słowikowie, zm. 11 października 1804 w Trzemesznie) – polski duchowny rzymskokatolicki, działacz społeczny, propagator nauki i oświaty, biskup pomocniczy gnieźnieński w latach 1791-1804.

## Życiorys
Był drugim synem Adama i Kunegundy z Zawadzkich. W latach gimnazjalnych kształcił się w Kolegium jezuitów w Toruniu. Potem wstąpił do klasztoru kanoników regularnych  (laterańskich) św. Augusta w Trzemesznie. Tu ukończył studia filozoficzno-teologiczne. Święcenia kapłańskie otrzymał w 1752.
Został sekretarzem opata Franciszka Łodzi-Ponińskiego, a po jego śmierci w 1761 został administratorem dóbr klasztornych i 25 sierpnia 1762 generalnym opatem. 
26 września 1791 papież Pius VI mianował go biskupem pomocniczym archidiecezji gnieźnieńskiej i biskupem tytularnym Martyropolis.
Dbał o rozwój intelektualny i duchowy zakonników. 4 maja 1776 ufundował szkołę średnią w Trzemesznie, nazwaną później Akademią Trzemeszeńską. Przy szkole uruchomiono alumnat dla biedniejszej młodzieży szlacheckiej. Opracował program gospodarczy miasta. W 1765 założył folusz. Z jego fundacji powstały dwa szpitale, przebudowany został klasztor trzemeszeński i rozbudowano klasztor w Szydłowie, w okolicy Trzemeszna. W 1793 roku Kosmowski uruchomił browar klasztorny. Umocnił brzeg jeziora, założył osady: Huta Trzemeszeńska, Wymysłowo, Pasieka, rozbudowując okoliczne dobra, wznosił wiatraki i młyny.
W 1790 uzyskał doktorat na Wydziale Teologicznym Szkoły Głównej Koronnej w Krakowie, dawniej Akademii Krakowskiej, a obecnie Uniwersytecie Jagiellońskim. W 1791 został odznaczony Orderem Świętego Stanisława, a w 1795 pruskim Orderem Orła Czerwonego.
Opat dr Michał Mateusz Kosmowski zmarł 11 października 1804. Pochowany został w podziemiach prezbiterium,  w wybudowanej przez siebie części kościoła. Staraniem następcy, opata Franciszka Tańskiego, na prawym filarze umieszczono tablicę dzieła miejscowego rzeźbiarza Michała Cieleckiego. Obecne epitafium wykonane z czarnego marmuru w stiukowej ramie z owalną płaskorzeźbą zmarłego jest dziełem rekonstruktorów.
Jego imię od 1938 nosi liceum ogólnokształcące w Trzemesznie.